# Stanislava Hubálková
Stanislava Hubálková, coniugata Theissigová (16 novembre 1934 – 8 giugno 2013), è stata una cestista cecoslovacca.
Era la sorella di Dagmar Hubálková.

## Carriera
Con la Cecoslovacchia ha disputato i Campionati mondiali del 1959 e quattro edizioni dei Campionati europei (1954, 1956, 1958, 1960).